# Doyet
 Doyet  là một xã ở tỉnh Allier thuộc miền trung nước Pháp.